# 吉林大学物理学院
吉林大学物理学院是吉林大学理学部的一个学院，目前设有凝聚态物理系、应用物理系、声学与微波物理系、光信息科学与技术系以及原子核科学与技术中心、理论物理中心、生物物理及复杂系统研究中心、物理实验中心、公共物理教学中心、物理应用开发中心、新型电池物理与技术教育部重点实验室、中俄联合实验室等教学科研机构。

## 历史
吉林大学物理学院是由东北人民大学物理系发展而来的。1952年院系调整时，政务院从清华大学、北京大学等院校调入余瑞璜、朱光亚、吴式枢、芶清泉、霍秉权等一批物理学家，建立了东北人民大学物理系。随着物理学科的发展，在物理系及兄弟系一些专业的基础上先后建立了半导体系（现为电子科学与工程学院）、计算机科学系（现为计算机科学与技术学院）、原子与分子物理研究所、超硬材料国家重点实验室、材料科学系（现为材料科学与工程学院）和测试科学实验中心。2001年7月，原吉林大学、吉林工业大学、白求恩医科大学、长春科技大学和长春邮电学院等五所院校的物理系（室）合并为吉林大学物理学院。

## 科研机构

### 凝聚态物理系
物理学院凝聚态物理系由原吉林大学物理系的固体物理、磁学教研室和金属物理教研室的部分老师组成，属吉林大学凝聚态物理学科。有高压物理、超硬与功能材料、能源材料与物理、薄膜物理、物质磁性与磁性材料、凝聚态理论和材料物理等研究方向。

### 应用物理系
应用物理系是由原物理系微机应用教研室和应用磁学教研室合并组合而成，科研方向包括嵌入式系统、智能仪器、汽车电机控制技术、磁测量技术、电磁传感器与电磁信号转换研究、功能薄膜材料的制备与应用、光纤光栅的制备及其应用、汽车电子、数字图像处理、应用软件等方面。现设有磁测量实验室、传感实验室、微机接口及应用实验室、电机控制实验室。

### 声学与微波物理系
声学与微波物理系有声学和电磁场与微波技术两个专业方向，科学研究侧重研究固体，特别是复杂介质与几何结构中弹性波的激发、传播与接收的理论和应用。已形成地声学与声测井理论及其在石油勘探中的应用；非线性声学与声弹性；声信号处理和参数反演与成像；汽车噪声分析；超声无损检测等研究方向。

### 光信息科学与技术系
光信息科学与技术系前身是原吉林大学物理系光学专业。该专业始建于1953年，建立初期，在长春的光学专家王大珩、龚祖同等亲临执教，并与长春光机所建立了密切的科研合作关系。2001年教育部批准在吉林大学筹建相干光与原子分子光谱重点实验室。目前已形成了量子光学、激光光谱、分子光谱、材料超快动力学、非线性光学和激光应用技术等研究方向。

### 吉林大学理论物理中心
吉林大学理论物理中心是由著名理论物理学家、中科院院士吴式枢教授创建的。1991年在理论物理教研室基础上经学校批准成立理论物理中心并由吴式枢院士出任第一任理论物理中心主任。目前，中心主要在粒子物理与核物理、天体物理与宇宙学、凝聚态理论、电磁场理论与探测技术、非平衡态统计物理等方向开展教学与科研工作。

### 原子核科学与技术中心
前身是吉林大学原子核物理专业，始建于1958年，2001年院系调整时成立了原子核科学与技术研究中心，有核结构研究、核技术应用研究、核数据测量与评价以及穆斯堡尔谱学四个相对独立的研究方向。目前拥有核谱学实验室、核技术实验室、核电子学实验室、穆斯堡尔谱学实验室、中子实验室、辐射防护及蒙特卡罗模拟计算室。

## 专业设置
- 物理学专业

物理学专业的教学致力于培养专业基础宽厚扎实、综合素质高、适合在物理学或相关的科学技术领域中从事教学科学研究和相关管理工作的专门人才。
- 物理学(中俄联合培养)专业

吉林大学与俄罗斯托木斯克理工大学联合培养项目是为我国培养精通俄语的理工科人才，联合培养学生按照两校共同制定的教学计划培养，在吉林大学物理学院物理学专业学习两年后，第三年整体派出到俄罗斯交流学习一年，第四年继续在托木斯克理工大学学习。中俄联合培养物理学专业致力于培养专业基础宽厚扎实、综合素质优秀、适合在物理学、电子、机械、仪器、计算机等有关的科学技术领域中从事科学研究、教学、技术和相关管理工作的专门人才。
- 应用物理学专业

应用物理学是以物理学的基本规律、实验方法、最新成就为基础，结合现代电子技术手段研究其广泛的技术应用的科学。培养富有创新精神、实践能力和国际视野的高素质应用物理专业人才。
- 光信息科学与工程专业

光信息科学与工程专业培养具备扎实的光电信息科学与工程基本理论和基本技能，能够在基础光学、应用光学、光电子学及相关的电子信息科学、计算机科学等领域（特别是光机电算一体化产业）从事科学研究、教学、产品设计、生产技术或管理工作的光信息科学与技术高级专门人才。
- 核物理专业

核物理专业培养适应核科学建设实际需要，具有系统的、较好的物理学、核物理学基础理论知识和熟练的实验技能，受到良好的科学思维和科学实验的基本训练，对核技术的应用有较全面的了解，适应性强，协作精神好，勇于创新的原子核物理学专门人才。

## 知名毕业生

### 中国科学院院士
- 陈佳洱
- 宋家树
- 王世绩
- 邹广田
- 张泽
- 江雷

### 大学和科研机构领导
- 陈佳洱 原北京大学校长
- 胡德宝 原吉林大学党委书记
- 王文金 原吉林大学党委书记
- 辛厚文 原中国科学技术大学副校长
- 尹鸿钧 原中国科学技术大学副校长

### 其他
- 吕福源 原商务部部长
- 杨建强 国家民族事务委员会副主任
- 郑培民 2002年度感动中国十大人物之首